# Хоментово (Любуське воєводство)
Хоментово (пол. Chomętowo, нім. Hermsdorf) — село в Польщі, у гміні Добеґнев Стшелецько-Дрезденецького повіту Любуського воєводства.
Населення — 157 осіб (2011).
У 1975-1998 роках село належало до Гожовського воєводства.

## Демографія
Демографічна структура станом на 31 березня 2011 року:
|          | Загалом | Допрацездатний вік | Працездатний вік | Постпрацездатний вік |
| -------- | ------- | ------------------ | ---------------- | -------------------- |
| Чоловіки | 77      | 16                 | 52               | 9                    |
| Жінки    | 80      | 12                 | 40               | 28                   |
| Разом    | 157     | 28                 | 92               | 37                   |